# Кийт Андрюс
Кийт Андрюс (на английски: Keith Andrews) е американски автомобилен състезател, пилот от Формула 1 и Индикар. Роден е на 15 юни 1920 г. в Денвър, Колорадо, САЩ. Загива след като се удря в бетонната стена на пистата Индианаполис Мотор Спидуей в тренировки за Инди 500 на 15 май 1957 година. Смъртта му води до отказване от състезанието на съотборника му и единствен европейски състезател - Джузепе Фарина.